# 공동입학시험
공동입학시험(영어: Joint Entrance Examination)은 인도의 공과대학교 입시 시험이다. 제1차 시험인 본과 시험(Joint Entrance Examination – Main, JEE-Main)과 심화 시험(Joint Entrance Examination – Advanced)으로 이루어진다.
공동 좌석 할당 기관(JoSAA)은 인도 공과대학교 캠퍼스 23곳과 국립 공과대학교 캠퍼스 31곳, 인도 정보통신대학교 캠퍼스 18곳, 정부 지원 공과대학교 19곳 등의 공동 입시 절차를 주관하며 공동입학시험 성적에 따라 입학을 결정한다. 인도 과학교육연구대학교와 라지브 간디 석유공학대학교, 인도 과학원에서도 입시에서 심화 시험 점수를 반영한다.
인도 내에서는 공동입학시험을 세계에서 가장 힘든 시험 가운데 하나로 손꼽는다.

## 본과 시험
공동입학시험 본과 시험은 제1형과 제2형으로 이루어져 있으며 수험생은 두 형을 모두 보거나 하나만 볼 수 있다. 두 형 모두 선다형 문제를 포함한다. 제1형은 컴퓨터 기반 시험으로 공학 학사 과정 입학을 위한 시험이고 제2형은 작도 영역을 제외한 영역에서 컴퓨터 기반 시험이며 건축학 학사와 계획학 학사 과정 입학을 위한 시험이다. 2020년 1월부터 계획학 학사 과정 단독 시험인 제3형이 추가됐다.
시험 영역은 제1형은 물리학, 화학, 수학, 제2형은 수학, 적성검사, 작도, 계획이다. 알맞은 답을 고르면 4점을 얻고 틀리면 1점을 잃는다. 2018년까지는 1년에 1번 시행했으나 2019년부터 1년에 2번 시행한다. 수험생은 본과 시험을 2년 동안 3번까지 볼 수 있으며, 영어와 힌디어, 구자라트어로 볼 수 있다.
2019년에는 첫 번째 시험에 929,198명이, 두 번째 시험에 935,741명이 참가했다. 2018년 기준으로 본과 시험에서 224,000등 안에 들어야 심화 시험을 볼 수 있었다.

## 심화 시험
공동입학시험 심화 시험은 제1형과 제2형으로 이루어져 있으며 시험 영역은 제1, 2형 모두 물리학, 화학, 수학이다. 인도 공과대학교에 입학하는 데 필요하며 인도 과학교육연구대학교와 라지브 간디 석유공학대학교, 인도 과학원에서도 입시에서 심화 시험 점수를 반영한다.
시험은 1년에 1번 시행한다. 수험생들은 2년에 2번까지 볼 수 있으며 영어와 힌디어로 볼 수 있다. 시험 문제는 인도 공과대학교 7곳(인도 공과대학교 카라그푸르, 인도 공과대학교 봄베이, 인도 공과대학교 마드라스, 인도 공과대학교 칸푸르, 인도 공과대학교 델리, 인도 공과대학교 구와하티, 인도 공과대학교 루르키)에서 돌아가면서 낸다.
시험에는 하위 카스트와 소수 부족민, 장애인 등을 위한 전형이 있다. 2017년 기준으로 본과 시험에 지원한 수험생 약 120만 명 가운데 1만 1천여 명만이 심화 시험을 거쳐 인도 공과대학교에 들어갈 수 있었다.

## 시험 준비
공동입학시험 준비는 대개 시험을 보기 2년 전부터 시작한다. 2013년 기준으로 인도 공과대학교에 합격한 학생 가운데 절반 정도는 공동입학시험을 준비하기 위해 입시 학원을 다녔다. 학생들은 정규 고등학교 공부 이외에 한 교실에 많게는 200여 명이 들어가는 학원 교실에서 공부하며 일주일에 수 차례의 시험을 본다. 입시 학원은 인도 전역에 여러 곳이 있으며, 입시 학원으로 유명한 도시인 코타에는 학생이 1년에 13만여 명이 모여든다. 입시 학원들은 기업들로부터 투자를 받고 성행하는데, 1달에 1명 꼴로 시험의 압박감을 이기지 못해 스스로 목숨을 끊는 학생이 나온다.

## 같이 보기
- ACT (시험)